# Championnat du Brésil féminin de volley-ball
Le Championnat du Brésil de volley-ball fémninin est une compétition qui existe depuis 1976. Elle est organisée par la Confederação Brasileira de Voleibol (CBV).

## Historique
- Campeonato Brasileiro (1976-1987)
- Liga Nacional (1989-1994)
- Superliga (1995-...)

## Palmarès
| Campeonato Brasileiro |                                  |                                   |                        |
| 1976                  | Fluminense Rio de Janeiro        | CRB Brasil                        | Mackenzie EC           |
| 1978                  | Flamengo Rio de Janeiro          | Minas Tênis Clube                 |                        |
| 1980                  | Flamengo Rio de Janeiro          | Fluminense Rio de Janeiro         |                        |
| 1981                  | Fluminense Rio de Janeiro        | Minas Tênis Clube                 |                        |
| 1982                  | Paulistano São Paulo             | Pirelli / Santo André             |                        |
| 1983                  | Supergasbras Rio de Janeiro      | Fluminense Rio de Janeiro         |                        |
| 1984                  | Atlântica/Boavista               | Supergasbras Rio de Janeiro       |                        |
| 1985                  | Supergasbras Rio de Janeiro      | Paulistano São Paulo              |                        |
| 1986                  | Supergasbras Rio de Janeiro      | Bradesco/Atlântica                |                        |
| 1987                  | Lufkin / Rio de Janeiro          | Supergasbras Rio de Janeiro       |                        |
| Liga Nacional         |                                  |                                   |                        |
| 1989                  | Sadia/São Paulo                  | Lufkin / Rio de Janeiro           |                        |
| 1990                  | Sadia/São Paulo                  | Supergasbras Rio de Janeiro       |                        |
| 1991                  | Sadia/São Paulo                  | Colgate/Pão de Açúcar/São Caetano |                        |
| 1992                  | Colgate/São Caetano              | L'Acqua di Fiori/Minas            |                        |
| 1993                  | L'Acqua di Fiori/Minas           | Colgate/São Caetano               |                        |
| 1994                  | Nossa Caixa/Recra Ribeirão Preto | BCN/Guarujá                       |                        |
| Superliga             |                                  |                                   |                        |
| 1995                  | Leite Moça/Sorocaba              | BCN/Guarujá                       | L'Acqua di Fiori/Minas |
| 1996                  | Leite Moça/Sorocaba              | BCN/Osasco                        | Sollo/Tietê            |
| 1997                  | Leites Nestlé Sorocaba           | Mizuno/Uniban                     | BCN/Osasco             |
| 1998                  | Rexona/Curitiba                  | Leites Nestlé Sorocaba            | MRV/Minas              |
| 1999                  | Uniban/São Bernardo              | Rexona/Curitiba                   | Leites Nestlé Sorocaba |
| 2000                  | Rexona/Curitiba                  | MRV/Minas                         | BCN/Osasco             |
| 2001                  | Flamengo Rio de Janeiro          | Vasco da Gama                     | MRV/Minas              |
| 2002                  | MRV/Minas                        | BCN/Osasco                        | Rexona/Curitiba        |
| 2003                  | BCN/Osasco                       | MRV/Minas                         | Rexona/Curitiba        |
| 2004                  | Finasa/Osasco                    | MRV/Minas                         | Rexona                 |
| 2005                  | Finasa/Osasco                    | Rexona/Ades                       | Oi/Campos              |
| 2006                  | Rexona/Ades                      | Finasa/Osasco                     | Oi/Macaé               |
| 2007                  | Rexona/Ades                      | Finasa/Osasco                     | Fiat/Minas             |
| 2008                  | Rexona/Ades                      | Finasa/Osasco                     | Pinheiros/Blausiegel   |
| 2009                  | Rexona/Ades                      | Finasa/Osasco                     | São Caetano/Blausiegel |
| 2010                  | Sollys/Osasco                    | Unilever                          | São Caetano/Blausiegel |
| 2011                  | Unilever                         | Sollys/Osasco                     | Vôlei Futuro           |
| 2012                  | Sollys/Nestlé                    | Unilever                          | Vôlei Futuro           |
| 2013                  | Unilever                         | Sollys/Nestlé                     | Vôlei Amil             |
| 2014                  | Unilever                         | Sesi-SP                           | Molico/Nestlé          |
| 2015                  | Rexona-Ades                      | Molico/Nestlé                     | Sesi-SP                |
| 2016                  | Rexona/Ades                      | Dentil/Praia Clube                | Camponesa/Minas        |
| 2017                  | Rexona-Sesc                      | Vôlei Nestlé                      | Dentil/Praia Clube     |
| 2018                  | Dentil/Praia Clube               | Sesc RJ                           | Camponesa/Minas        |
| 2019                  | Itambé/Minas                     | Dentil/Praia Clube                | Audax Osasco           |
| 2020                  | non terminé                      | non terminé                       | non terminé            |

## Bilan par club
| Club                       | Titres | Ville                 | Année                                                                  |
| -------------------------- | ------ | --------------------- | ---------------------------------------------------------------------- |
| Rio de Janeiro Volêi Clube | 12     | Rio de Janeiro        | 1998, 2000, 2006, 2007, 2008, 2009, 2011, 2013, 2014, 2015, 2016, 2017 |
| Osasco Voleibol Clube      | 5      | Osasco                | 2003, 2004, 2005, 2010, 2012                                           |
| CR Flamengo                | 3      | Rio de Janeiro        | 1978, 1980, 2001                                                       |
| AA Supergasbras            | 3      | Rio de Janeiro        | 1983, 1985, 1986                                                       |
| Sadia Esporte Clube        | 3      | São Paulo             | 1989, 1990, 1991                                                       |
| Leites Nestlé              | 3      | Jundiaí               | 1995, 1996, 1997                                                       |
| Minas Tênis Clube          | 3      | Belo Horizonte        | 1993, 2002, 2019                                                       |
| Fluminense FC              | 2      | Rio de Janeiro        | 1976, 1981                                                             |
| Club Athletico Paulistano  | 1      | São Paulo             | 1982                                                                   |
| Atlântica Boavista         | 1      | Rio de Janeiro        | 1984                                                                   |
| Esporte Clube Lufkin       | 1      | Sorocaba              | 1987                                                                   |
| São Caetano                | 1      | São Caetano do Sul    | 1992                                                                   |
| SRE Ribeirão Preto         | 1      | Ribeirão Preto        | 1994                                                                   |
| AAA Uniban                 | 1      | São Bernardo do Campo | 1999                                                                   |
| Praia Clube                | 1      | Uberlândia            | 2018                                                                   |